# Ça vous fait rire ?
Ça vous fait rire est une émission de télévision belge diffusée sur RTL-TVI et présenté par Agathe Lecaron et Maria Del Rio réunissant des invités en leurs proposant une farandoles de sketchs dans la joie et la bonne humeur.